# Henri Bismuth
 (juillet 2018).
Si vous disposez d'ouvrages ou d'articles de référence ou si vous connaissez des sites web de qualité traitant du thème abordé ici, merci de compléter l'article en donnant les références utiles à sa vérifiabilité et en les liant à la section « Notes et références ».
Pour les articles homonymes, voir Bismuth (homonymie).
Henri Bismuth, né le 5 janvier 1934 à Tunis (Tunisie), est un chirurgien français, un des pionniers de la chirurgie hépatobiliaire et de la transplantation du foie.
Il a contribué au développement de nouvelles techniques de transplantation, notamment : 
- Première réduction du volume du greffon hépatique[2]
- Première utilisation de foie partiel qui a révolutionné la transplantation de foie pédiatrique en donnant aux enfants l'accès aux greffons adultes
- Mise au point de la technique du split, permettant de greffer deux malades avec un seul foie[3],[4]

Fondateur du Centre hépatobiliaire Paul-Brousse de Villejuif, il en a assuré la direction de 1993 à 2003.

## Biographie

### Origine et études
Il est né à Tunis le 5 janvier 1934. Sa mère s'appelle Ines Koskas. Son père, Joseph Bismuth, est un Tunisien naturalisé français en 1917 grâce à son engagement volontaire pendant la Première Guerre mondiale[réf. nécessaire]. Son oncle Isaac Henri Bismuth, dont il porte le prénom, est d'ailleurs mort en héros en 1917 lors de la prise d'un fortin du fort de Douaumont.
Il a réalisé ses études à Tunis pour ensuite intégrer la fac de médecine de Paris en 1953 à l'âge de 19 ans.

### Carrière
Il intègre l'hôpital Bichat en 1963 en tant que chef de clinique dans le service du docteur Jacques Hepp, pionnier de la chirurgie biliaire en France, puis est nommé professeur agrégé en 1970 à l'hôpital Paul Brousse à Villejuif où il fera toute sa carrière.
Il transforme le service de chirurgie générale en chirurgie digestive puis, lorsqu'il en deviendra chef de service en 1977, le transforme en un service de chirurgie hépatobiliaire : le premier en France d'une spécialité nouvellement créée.
Il réalise sa première greffe de foie en 1974, et ouvre le programme de transplantation hépatique cette même année. Ce programme est actif à raison de deux greffes du foie par an entre 1974 et 1984. Henri Bismuth réalise une première mondiale : la transplantation d'un enfant de onze ans avec un foie d'adulte dont le volume a été réduit chirurgicalement. Cette nouveauté ouvrir la voie aux transplantations de foie partagé en deux, qui permet donc d'avoir deux receveurs pour le même foie.

### Divers
Dans un article d' Actu Environnement, qui affirme que chaque année en France 40 000 décès sont dus à la pollution de l'air, Henri Bismuth explique qu'il s'intéresse à la pollution de l'air car il traite des cancers et il estime qu'« une grande partie d'entre eux provient d'addictions à des agents pathogènes créés par l'homme : l'alcool, le tabac, l'alimentation industrielle mais aussi la pollution de l'air »,.

## Titres et honneurs

### Honneurs civils
Il a été nommé officier de la légion d'honneur par Nicolas Sarkozy en 2011.

### Honneurs universitaires
- Docteur Honoris Causa de l'Université de Turin, Italie
- Docteur Honoris Causa de l’Université de Porto, Portugal
- Docteur Honoris Causa de l’Université de Coimbra, Portugal
- Docteur Honoris Causa de l’Université de Varsovie, Pologne

### Sociétés savantes nationales
- Président de l'Académie Nationale de Chirurgie (2011).
- Membre de l'Association Française de Chirurgie (Président du Congrès Français de Chirurgie en 1997).
- Membre de la Société Française de Gastroentérologie.
- Membre de l'Association Française pour l'Etude du Foie.
- Président d'Honneur de l'Association Française de Chirurgie Hépato-Biliaire et de Transplantation Hépatique (Président de 1987 à 1998).

### Sociétés savantes internationales
- Président d'Honneur de l'European Surgical Association (Président de 1993 à 1996).
- Membre d'Honneur de l'American College of Surgeons.
- Membre d'Honneur de l'American Surgical Association.
- Membre d'Honneur du Royal College of Surgeons of Ireland.
- Membre d'Honneur du Royal College of Surgeons of Edinburgh.
- Membre d’Honneur de la German Surgical Society.
- Membre de l’International Surgical Group.
- Membre d'Honneur de l'Association of Surgeons of Great Britain and Ireland.
- Membre d’Honneur de la British Society of Gastroenterology.
- Membre d'Honneur de l'Asian Surgical Association.
- Membre d'Honneur de la Société Royale de Chirurgie de Belgique.
- Membre d'Honneur de la Society for Surgery of Alimentary Tract.
- Membre d'Honneur de l'Eastern Surgical Society.
- Membre d'Honneur de l'American Institute of Ultrasound in Medicine.
- Membre d'Honneur de la Sociedade Portuguesa de Cirurgia.
- Membre d’Honneur de l’Académie Argentine de Chirurgie.
- Membre d’Honneur de la Sociedad Cubana de Cirugia.
- Membre d’Honneur de la Union Medica Franco Peruana.
- Membre Correspondant Etranger de la Sociedad de Cirugia del Uruguay.
- Membre de l’International Association for Surgeons and Gastroenterologists (Président de 1999 à 2003).
- Membre de l’International Association for the Study of the Liver.
- Membre Associé de l'Italian Surgical Society.
- Membre de la Société Internationale de Chirurgie (Membre du Conseil Executif de 1974 à 1978).
- Membre du Collegium International de Chirurgiae Digestivae (Membre du Comité Scientifique International en 1984).
- Membre de l'International Hepato-Biliary Pancreatic Association (Président du Congrès IBA en 1982, Président de l'Association IBA en 1984).
- Membre of the Advisory Board de Ortho Biotech Transplant Institute (New Jersey).
- Membre de l'American Association for the Study of Liver Diseases.
- Membre de l’European Society for Organ Transplantation.
- Membre de l’European Liver Transplant Association.
- Membre de l’American Association for the Study of Liver Diseases.
- Membre de l’European Digestive Surgery.